# José Jorge Loureiro

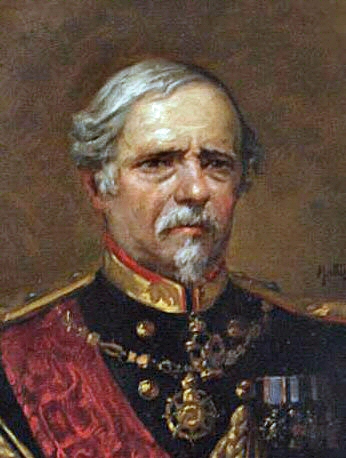
José Jorge Loureiro.

José Jorge Loureiro (Lisboa, 23 de abril de 1791 - Lisboa, 1 de junio de 1860) fue un militar y político de la época de la monarquía constitucional portuguesa, que, entre otros cargos de relevancia, fue Ministro de Hacienda y Presidente del Consejo de Ministros de Portugal (del 18 de noviembre de 1835 al 20 de abril de 1836).